# Silurus morehensis
Silurus morehensis és una espècie de peix de la família dels silúrids i de l'ordre dels siluriformes.

## Morfologia
Els mascles poden assolir els 21,4 cm de llargària total.

## Distribució geogràfica
Es troba a Manipur (Índia).